# Robert Littell
Ne doit pas être confondu avec Jonathan Littell.
Pour les articles homonymes, voir Littell.
Robert Littell, né le 8 janvier 1935 à New York, est un écrivain américain.

## Biographie
Issu d'une famille, tant du côté paternel que maternel, de juifs de Vilnius émigrés aux États-Unis vers 1885, il partage sa vie entre la banlieue new-yorkaise et l'Orne,, en France.
En 1964, après avoir fait un bref détour par l'armée, il devient grand journaliste à Newsweek et se spécialise sur les questions du Moyen-Orient et du Proche-Orient.
Trois ans plus tard, il couvre la guerre des Six Jours, et ses articles sont reconnus par la presse américaine pour leur grande qualité.
En 1973, Robert Littell, alors jeune journaliste du magazine Newsweek, commence sa carrière d'écrivain en faisant publier son premier roman d'espionnage sous forme de feuilleton dans L'Express. Il a écrit, depuis lors, une douzaine de romans d'espionnage, dont le plus connu, La Compagnie : le grand roman de la CIA retrace l'histoire de la guerre froide (de 1950 à 1995 pour être exact) à travers les destins croisés de personnages du KGB et de la CIA. Il participa aussi à la scénarisation de son roman pour la mini-série The Company en 2007.
Robert Littell est le père de l'écrivain Jonathan Littell.

## Œuvres
- (en) Richard Z. Chesnoff, Edward Klein et Robert Littell, If Israel Lost the War, New York, Coward-McCann, 1969, 253 p. (LCCN 68023376)

(fr) Richard Z. Chesnoff, Edward Klein et Robert Littell (trad. Yves Malartie), Si Israël avait perdu la guerre, Paris, Robert Laffont, 1969, 269 p. (BNF 33080938)
- (cs) Historický ústav (Československá akademie věd) et Robert Littell (éditeur), Sedm pražských dnů : 21.-27. srpen 1968., New York, Praeger, 1969, 314 p. (LCCN 75076955)

(en) Institute of History of the Czechoslovak Academy of Sciences et Robert Littell (éditeur), The Czech Black Book : An Eyewitness, Documented Account of the Invasion of Czechoslovakia, Londres, Pall Mall Publishing, 1969, 314 p. (LCCN 73520186)
- (en) The Defection of A. J. Lewinter : A Novel of Duplicity, Boston, Houghton Mifflin, 1973, 230 p. (ISBN 0-395-15481-2, LCCN 72005220)Roman récompensé, en 1973, par le Gold Dagger Award, décerné par la Crime Writers' Association.

(fr) Robert Littell (trad. Mélissa et Jean-Patrick Manchette), La Boucle, Paris, Presses de la Cité, 1973, 282 p. (BNF 35214302)
(fr) Robert Littell (trad. Mélissa et Jean-Patrick Manchette), La Défection de A. J. Lewinter, Paris, J'ai lu, coll. « Thriller » (no 8131), 2006, 279 p. (ISBN 978-2-290-35050-8)Édition apparemment non référencée dans le catalogue général de la Bibliothèque nationale de France, mais référencée dans le catalogue IRIS de Bibliothèque et Archives nationales du Québec (BAnQ).
- (en) Sweet Reason, Boston, Houghton Mifflin, 1974, 210 p. (ISBN 0-395-18280-8, LCCN 73012079)

(fr) Robert Littell (trad. Mélissa et Jean Patrick Manchette), Coup de barre, Paris, Presses de la Cité, 1974, 250 p. (BNF 35214841)
- (en) The October Circle, Boston, Houghton Mifflin, 1975, 193 p. (ISBN 0-395-21502-1, LCCN 75026955)

(fr) Robert Littell (trad. Mélissa et Jean-Patrick Manchette), Le Cercle Octobre, Paris, Presses de la Cité, 1976, 247 p. (BNF 34576666)
- (en) Mother Russia, Londres, Hutchinson, 1978, 219 p. (ISBN 0-09-133430-6, LCCN 78324392)

(fr) Robert Littell (trad. de l'anglais par Mélissa Manchette), Mère Russie, Paris, Plon, 1979, 245 p. (ISBN 2-259-00423-7, BNF 34617347)
- (en) The Debriefing : A Novel, New York, Harper & Row, 1979, 202 p. (ISBN 0-06-012656-6, LCCN 78022442)

(fr) Robert Littell (trad. de l'anglais par Mélissa Manchette), Le Transfuge, Paris, Presses de la Cité, 1980, 215 p. (ISBN 2-258-00610-4, BNF 34635281)
- (en) The Amateur : A Novel of Revenge, New York, Simon and Schuster, 1981, 252 p. (ISBN 0-671-41873-4, LCCN 80029630)Roman tiré de son scénario pour le cinéma, en 1981, sous le titre L'Homme de Prague (The Amateur), film canadien de Charles Jarrott, sur un scénario de Robert Littell.

(fr) Robert Littell (trad. de l'anglais par Claude Gilbert), L'Amateur, Paris, Presses de la Cité, coll. « Romans », 1981, 248 p. (ISBN 2-258-00990-1, BNF 34670338)
- (en) The Sisters : A Novel of Betrayal, Toronto, New York, Bantam Books, 1986, 312 p. (ISBN 0-553-25831-1, LCCN 85047797)L'année de publication est celle figurant dans le catalogue de la Bibliothèque du Congrès.

(fr) Robert Littell, Les Sœurs, Paris, Presses de la Cité, coll. « Services secrets », 1985, 296 p. (ISBN 2-258-01628-2, BNF 34839609)
- (en) The Revolutionist, Toronto, New York, Bantam Books, 1988, 467 p. (ISBN 0-553-05260-8, LCCN 87027072)

(fr) Robert Littell (trad. Julien Deleuze), Les Larmes des choses : roman, Paris, Julliard, 1989, 509 p. (ISBN 2-260-00623-X, BNF 35026615)
(fr) Robert Littell (trad. de l'anglais par Julien Deleuze), Requiem pour une révolution : le grand roman de la révolution russe, Paris, BakerStreet, 2014, 503 p. (ISBN 978-2-917559-40-6)
- (en) The Once and Future Spy : A Novel of Obsession, New York, Bantam Books, 1990, 294 p. (ISBN 0-553-05751-0, LCCN 89018164)

(fr) Robert Littell (trad. Nathalie Zimmermann), Un espion d'hier et de demain : roman, Paris, Julliard, 1991, 375 p. (ISBN 2-260-00803-8, BNF 35416862)
- (en) An Agent in Place, New York, Bantam Books, 1991, 302 p. (ISBN 0-571-16426-9, LCCN 91024729)

(fr) Robert Littell (trad. de l'anglais par Natalie Zimmermann), Ombres rouges, Paris, Denoël, coll. « Littérature étrangère », 1992, 418 p. (ISBN 2-207-23960-8, BNF 35514053)
- (en) The Visiting Professor, New York, Random House, 1994, 226 p. (ISBN 0-679-43048-2, LCCN 93026109)L'année de publication est celle figurant dans le catalogue de la Bibliothèque du Congrès.

(fr) Robert Littell (trad. de l'anglais par Natalie Zimmermann), Le Sphinx de Sibérie : roman, Paris, Denoël, 1994, 411 p. (ISBN 2-207-24181-5, BNF 35719748)
- (en) Walking Back the Cat, Woodstock (New York), Overlook Press, 1997, 220 p. (ISBN 0-87951-764-6, LCCN 96049507)

(fr) Robert Littell (trad. de l'anglais par Natalie Zimmermann), Le Fil rouge : roman, Paris, Denoël, 1999, 332 p. (ISBN 2-207-24468-7, BNF 37040496)
- (fr) Shimon Peres et Robert Littell (trad. Nathalie Zimmermann), Conversations avec Shimon Peres, Paris, Denoël, coll. « Conversations avec », 1997, 286 p. (ISBN 2-207-24590-X, BNF 36169382)Ouvrage initialement paru en langue française

(en) Shimon Peres et Robert Littell, For the future of Israel, Baltimore, Johns Hopkins University Press, 1998, 220 p. (ISBN 0-8018-5928-X, LCCN 97047041)
- (fr) Robert Littell (trad. de l'anglais par Natalie Zimmermann), Les Enfants d'Abraham, Paris, Denoël, 1998, 363 p. (ISBN 2-207-24560-8, BNF 37034559)Selon le catalogue général de la Bibliothèque nationale de France, ce roman serait la traduction d'un livre intitulé, en anglais, The Children of Abraham, mais dont on ne trouve aucune trace tangible sous ce titre (probablement "Vicious Circle: A Novel of Complicity", Overlook Press, 2006)

- (en) The Company : A Novel of the CIA, New York, Penguin Books, 2003, 894 p. (ISBN 0-14-200262-3, LCCN 2003267572)Roman adapté pour la télévision, en 2007, dans une série américaine en 6 épisodes de 52 minutes, titrée The Company (titre non francisé lors de la diffusion en France), réalisée par Mikael Salomon, sur un scénario de Ken Nolan (en), et produite par Ridley et Tony Scott[5].

(fr) Robert Littell (trad. de l'anglais par Natalie Zimmermann), La Compagnie : le grand roman de la CIA, Paris, Buchet/Chastel, 2003, 904 p. (ISBN 2-283-01919-2, BNF 39042501)
- (en) Legends : A Novel of Dissimulation, Woodstock (New York), Overlook Press, 2005, 395 p. (ISBN 1-58567-696-9, LCCN 2005040658)Roman récompensé, en 2005, par le Los Angeles Book Prize, dans la catégorie Mystery/Thriller.

(fr) Robert Littell (trad. Natalie Zimmermann), Légendes, Paris, Flammarion, 2005, 466 p. (ISBN 978-2-08-068855-2, BNF 40058331)
- (en) Vicious Circle : A Novel of Complicity, Woodstock (New York), Overlook Press, 2006, 300 p. (ISBN 978-1-58567-855-6)Ouvrage apparemment non référencé dans le catalogue de la Bibliothèque du Congrès, mais présent dans le catalogue Iris de Bibliothèque et Archives nationales du Québec (BAnQ). Éventuelle traduction en français non identifiée (probablement "Les Enfants d'Abraham", trad. Natalie Zimmermann, Denoël 1998)

- (en) The Stalin Epigram : A Novel, New York, Simon & Schuster, 2009, 380 p. (ISBN 978-1-4165-9864-0 et 1-4165-9864-2, LCCN 2008052277, lire en ligne)

(fr) Robert Littell (trad. de l'anglais par Cécile Arnaud), L'Hirondelle avant l'orage : le poète et le dictateur, Paris, Baker Street, 2009, 332 p. (ISBN 978-2-917559-06-2, BNF 42337830)Œuvre qui raconte, de manière romancée mais fortement documentée, les derniers jours du poète Ossip Mandelstam, et dont la maturation s'est étalée sur 30 ans, après sa rencontre en 1979 avec Nadejda Mandelstam, veuve du poète,.
- (fr) Robert Littell (trad. de l'anglais par Cécile Arnaud), Philby : Portrait de l'espion en jeune homme, Paris, Baker Street, 2011, 326 p. (ISBN 978-2-917559-19-2)[8]
- (fr) Robert Littell (trad. de l'anglais par Cécile Arnaud), Une belle saloperie : roman, Paris, Baker Street, 2013, 326 p. (ISBN 978-2-917559-27-7)[8],[9]
- (fr) Robert Littell (trad. de l'anglais par Cécile Arnaud), Vladimir M. : roman, Paris, Baker Street, 2016, 288 p. (ISBN 978-2-917559-67-3)
- (fr) Robert Littell (trad. de l'anglais par Martine Leroy-Battistelli), Koba : roman, Paris, Baker Street, 2019, 256 p. (ISBN 979-10-97491-23-9)[10]
- La Peste sur vos deux familles (Thieves' World), Flammarion, 2022[11],[12]
- Bronstein dans le Bronx (Bronshtein in the Bronx), traduit de l’anglais (Etats-Unis) par Cécile Arnaud, Flammarion, 2024, 256 p.[13]

## Adaptations cinématographiques
- 2024 : The Amateur de James Hawes, d'après son roman du même nom